# جاناتان اسپکتور
جاناتان مایکل پل اسپکتور (انگلیسی: Jonathan Michael Paul Spector؛ زادهٔ ۲۵ سپتامبر ۱۹۸۴) بازیکن فوتبال اهل ایالات متحده آمریکا است.
وی همچنین در تیم ملی فوتبال ایالات متحده آمریکا بازی کرده‌است.